# Breakthrough Prize in Mathematics
De Breakthrough Prize in Mathematics is een Breakthrough Prize die sinds 2015 jaarlijks wordt uitgereikt aan wetenschappers die een doorbraak realiseerden in het domein van de wiskunde. Aan de prijs is eveneens een geldsom van drie miljoen Amerikaanse dollar verbonden.
Laureaten zijn:
- 2015: Simon Donaldson, Maxim Kontsevitsj, Jacob Lurie, Terence Tao en Richard Taylor
- 2016: Ian Agol
- 2017: Jean Bourgain
- 2018: Christopher Hacon, James McKernan
- 2019: Vincent Lafforgue
- 2020: Alex Eskin
- 2021: Martin Hairer
- 2022: Takurō Mochizuki
- 2923: Daniel Spielman
- 2024: Simon Brendle
- 2025: Dennis Gaitsgory